# Zodarion elegans
Zodarion elegans är en spindelart som först beskrevs av Simon 1873.  Zodarion elegans ingår i släktet Zodarion och familjen Zodariidae. Inga underarter finns listade i Catalogue of Life.